# Campionati mondiali di nuoto in vasca corta 2021 - 200 metri stile libero maschili
La gara di nuoto dei 200 metri stile libero maschili dei Campionati mondiali di nuoto in vasca corta 2021 è stata disputata il 17 dicembre presso l'Etihad Arena ad Abu Dhabi negli Emirati Arabi Uniti.
Vi hanno preso parte 76 atleti provenienti 70 nazioni.

## Podio
| Posizione | Atleta               | Nazionalità      |
| --------- | -------------------- | ---------------- |
| Oro       | Hwang Sun-woo        | Corea del Sud    |
| Argento   | Aleksandr Shchegolev | Fed. Nuoto Russa |
| Bronzo    | Danas Rapšys         | Lituania         |

## Programma
| Data             | Ora   | Turno    |
| ---------------- | ----- | -------- |
| 17 dicembre 2021 | 09:36 | Batterie |
| 17 dicembre 2021 | 18:55 | Finale   |

## Record
Prima della manifestazione il record del mondo e il record dei campionati erano i seguenti.
| Record mondiale       | 1:39.37 | Paul Biedermann Germania | 15 novembre 2009 Berlino, Germania |
| Record dei campionati | 1:40.95 | Danas Rapšys Lituania    | 14 dicembre 2018 Hangzhou, Cina    |

## Risultati

### Batterie
I migliori 8 tempi accedono alla finale
| Pos | Batt | Corsia | Nome                         | Nazione                       | Tempo       | Note |
| --- | ---- | ------ | ---------------------------- | ----------------------------- | ----------- | ---- |
| 1   | 8    | 3      | Fernando Scheffer            | Brasile                       | 1:42.42     | Q    |
| 2   | 6    | 4      | Hwang Sun-woo                | Corea del Sud                 | 1:42.43     | Q    |
| 3   | 8    | 4      | Duncan Scott                 | Regno Unito                   | 1:42.58     | Q    |
| 4   | 7    | 0      | Kieran Smith                 | Stati Uniti                   | 1:42.64     | Q    |
| 5   | 8    | 7      | Aleksandr Shchegolev         | Fed. Nuoto Russa              | 1:42.76     | Q    |
| 6   | 7    | 4      | Danas Rapšys                 | Lituania                      | 1:42.82     | Q    |
| 6   | 7    | 7      | Antonio Djakovic             | Svizzera                      | 1:42.82     | Q    |
| 8   | 6    | 6      | Matteo Ciampi                | Italia                        | 1:42.99     | Q    |
| 9   | 7    | 5      | Luc Kroon                    | Paesi Bassi                   | 1:43.05     |      |
| 10  | 6    | 3      | Murilo Sartori               | Brasile                       | 1:43.08     |      |
| 11  | 8    | 6      | Jack McMillan                | Irlanda                       | 1:43.13     |      |
| 12  | 7    | 2      | Felix Auböck                 | Austria                       | 1:43.49     |      |
| 13  | 8    | 1      | Kregor Zirk                  | Estonia                       | 1:43.58     |      |
| 14  | 8    | 5      | David Popovici               | Romania                       | 1:43.62     |      |
| 15  | 8    | 2      | Velimir Stjepanovic          | Serbia                        | 1:43.97     |      |
| 16  | 6    | 8      | Denis Loktev                 | Israele                       | 1:44.08     |      |
| 17  | 4    | 5      | Alfonso Mestre               | Venezuela                     | 1:44.26     |      |
| 18  | 8    | 8      | Jordan Pothain               | Francia                       | 1:44.34     |      |
| 19  | 5    | 3      | Hong Jinquan                 | Cina                          | 1:44.78     |      |
| 20  | 6    | 2      | Baturalp Ünlü                | Turchia                       | 1:44.79     |      |
| 21  | 7    | 3      | Stan Pijnenburg              | Paesi Bassi                   | 1:44.85     |      |
| 22  | 7    | 6      | Ivan Giryov                  | Fed. Nuoto Russa              | 1:45.08     |      |
| 23  | 6    | 1      | Marco De Tullio              | Italia                        | 1:45.63     |      |
| 24  | 8    | 0      | Thomas Thijs                 | Belgio                        | 1:45.92     |      |
| 25  | 5    | 0      | Mikel Schreuders             | Aruba                         | 1:46.08     |      |
| 26  | 5    | 1      | Marwan Elkamash              | Egitto                        | 1:46.11     |      |
| 27  | 5    | 9      | Juan Morales                 | Colombia                      | 1:46.30     |      |
| 28  | 5    | 6      | Cheuk Ming Ho                | Hong Kong                     | 1:46.50     |      |
| 28  | 7    | 1      | Jordan Sloan                 | Irlanda                       | 1:46.50     |      |
| 30  | 7    | 8      | Lukas Märtens                | Germania                      | 1:46.52     |      |
| 31  | 4    | 4      | Sajan Prakash                | India                         | 1:46.61     |      |
| 32  | 6    | 0      | Dimitrios Markos             | Grecia                        | 1:46.90     |      |
| 33  | 5    | 7      | Alex Sobers                  | Barbados                      | 1:46.91     |      |
| 34  | 5    | 5      | Max Mannes                   | Lussemburgo                   | 1:47.61     |      |
| 35  | 4    | 1      | Xander Skinner               | Namibia                       | 1:47.66     |      |
| 36  | 8    | 9      | Joaquín Vargas               | Perù                          | 1:48.05     |      |
| 37  | 7    | 9      | Mohamed Lagili               | Tunisia                       | 1:48.18     |      |
| 38  | 4    | 3      | Nguyễn Huy Hoàng             | Vietnam                       | 1:48.19     |      |
| 39  | 5    | 4      | Yordan Yanchev               | Bulgaria                      | 1:48.60     |      |
| 40  | 4    | 0      | Mohamed Djaballah            | Algeria                       | 1:48.97     |      |
| 41  | 5    | 2      | Luka Kukhalashvili           | Georgia                       | 1:49.53     |      |
| 42  | 5    | 8      | Supha Sangaworawong          | Thailandia                    | 1:50.25     |      |
| 43  | 4    | 7      | Omar Abbass                  | Siria                         | 1:50.50     |      |
| 44  | 3    | 9      | James Allison                | Isole Cayman                  | 1:50.67     |      |
| 45  | 3    | 4      | Nikola Bjelajac              | Bosnia ed Erzegovina          | 1:50.89     |      |
| 46  | 4    | 8      | Pavel Alovatki               | Moldavia                      | 1:51.26     |      |
| 47  | 3    | 7      | Ado Gargović                 | Montenegro                    | 1:51.42     |      |
| 48  | 4    | 2      | Dylan Cachia                 | Malta                         | 1:51.49     |      |
| 49  | 3    | 6      | Ridhwan Mohamed              | Kenya                         | 1:51.79     |      |
| 50  | 1    | 6      | Ramazan Omarov               | Kirghizistan                  | 1:52.68     |      |
| 51  | 4    | 9      | Henrique Mascarenhas         | Angola                        | 1:52.88     |      |
| 52  | 2    | 2      | Ghalib Sabt                  | Emirati Arabi Uniti           | 1:52.94     |      |
| 53  | 3    | 3      | Bartal Erlingsson Eidesgaard | Fær Øer                       | 1:53.03     |      |
| 54  | 3    | 2      | Ahmed Ali Al-Hazmi           | Arabia Saudita                | 1:53.55     |      |
| 55  | 3    | 0      | Stefano Mitchell             | Antille Olandesi              | 1:53.68     |      |
| 56  | 1    | 2      | Adrián Navarro               | Cuba                          | 1:53.99     |      |
| 57  | 3    | 8      | Matin Balsini                | Iran                          | 1:54.47     |      |
| 58  | 2    | 6      | Batbayaryn Enkhtamir         | Mongolia                      | 1:55.82     |      |
| 59  | 2    | 4      | Christopher Gossmann         | Guatemala                     | 1:55.84     |      |
| 60  | 2    | 5      | Gerald Hernández             | Nicaragua                     | 1:56.08     |      |
| 61  | 2    | 3      | Davor Petrovski              | Macedonia del Nord            | 1:56.54     |      |
| 62  | 1    | 7      | Jinnosuke Suzuki             | Isole Marianne Settentrionali | 1:57.27     |      |
| 63  | 2    | 1      | Nasir Yahya Hussain          | Nepal                         | 1:58.30     |      |
| 64  | 1    | 4      | Matt Savitz                  | Gibilterra                    | 1:58.69     |      |
| 65  | 1    | 3      | Yaseen Al-Atieh              | Kuwait                        | 2:00.68     |      |
| 66  | 2    | 9      | Vladimir Mamikonyan          | Armenia                       | 2:00.92     |      |
| 67  | 2    | 0      | Israel Poppe                 | Guam                          | 2:03.89     |      |
| 68  | 2    | 7      | Raekwon Noel                 | Guyana                        | 2:06.28     |      |
| 69  | 1    | 5      | Solomon Beraki               | Eritrea                       | 2:47.29     |      |
| -   | 2    | 8      | Ailton Lima                  | Capo Verde                    | non partiti |      |
| -   | 3    | 1      | Issa Al-Adawi                | Oman                          | non partiti |      |
| -   | 3    | 5      | Pedro Chiancone              | Uruguay                       | non partiti |      |
| -   | 4    | 6      | Henrik Christiansen          | Norvegia                      | non partiti |      |
| -   | 6    | 5      | Tom Dean                     | Regno Unito                   | non partiti |      |
| -   | 6    | 7      | Chad le Clos                 | Sudafrica                     | non partiti |      |
| -   | 6    | 9      | Glen Lim Jun Wei             | Singapore                     | non partiti |      |

### Finale
| Pos. | Corsia | Atleta               | Nazionalità      | Tempo   | Note |
| ---- | ------ | -------------------- | ---------------- | ------- | ---- |
|      | 5      | Hwang Sun-woo        | Corea del Sud    | 1:41.60 |      |
|      | 2      | Aleksandr Shchegolev | Fed. Nuoto Russa | 1:41.63 |      |
|      | 7      | Danas Rapšys         | Lituania         | 1:41.73 |      |
| 4    | 3      | Duncan Scott         | Regno Unito      | 1:42.27 |      |
| 5    | 6      | Kieran Smith         | Stati Uniti      | 1:42.29 |      |
| 6    | 1      | Antonio Djakovic     | Svizzera         | 1:42.47 |      |
| 7    | 4      | Fernando Scheffer    | Brasile          | 1:42.69 |      |
| 8    | 8      | Matteo Ciampi        | Italia           | 1:42.76 |      |